# Gambacher Kreuz
Gambacher Kreuz is een knooppunt in de Duitse deelstaat Hessen.
Op dit aangepast klaverbladknooppunt bij het dorp Gambach kruist de A45 Dortmund-Aschaffenburg en de A5 Hattenbacher Dreieck-Frankfurt am Main.

## Geografie
Het knooppunt ligt voor het grootste deel in de stad Münzenberg in het Wetteraukreis, echter liggen er delen van de directe verbindingswegen noordwest-zuidoost in de stad Pohlheim in het Landkreis Gießen. Nabijgelegen stadsdelen zijn het naamgevende Gambach van Münzenberg, Holzheim van Pohlheim en Eberstadt van Lich.
Het knooppunt ligt ongeveer 15 km ten zuiden van Gießen, ongeveer 40 km ten noorden van Frankfurt am Main en ongeveer 20 km ten zuidoosten van Wetzlar.

## Geschiedenis
Het Gambacher Kreuz ontstond door de Bouw van de zogenaamde Sauerlandlinie, de A45, van Dortmund naar Gießen. In eerste instantie eindigde de A45 hier aan de reeds bestaande A5. Daarom werd het huidige Kreuz tot het doortrekken van de A45 tot aan Aschaffenburg als Dreieck betiteld, alhoewel het op grond van de ontbrekende verbindingen tussen de A45 en de A5 richting Bad Hersfeld een onvolledig knooppunt werd. Op dit knooppunt waren de voorbereidingen voor het doortrekken van de A45 richting Seligenstadt reeds zichtbaar. Door de grote verkeersstroom vanuit het Ruhrgebied naar het Rijn-Main-Gebied had deze verbinding vanaf het begin al twee rijstroken.
Sinds 2010 is er op het Gambacher Kreuz een verkeersbegeleiding systeem in gebruik.

## Toekomst
Er bestaan plannen voor de verbreding van beide kruisende snelwegen op het knooppunt naar 2×3 rijstroken. Hiervoor zal het knooppunt aangepast moeten worden.
Ook zal men de A45 richting Dortmund verbreden naar 2×3 rijstroken.

## Configuratie

### Rijstroken
Nabij het knooppunt hebben beide snelwegen 2×2 rijstroken. Ten zuiden van het knooppunt wordt de A5 richting het zuiden 3 rijstroken, de A5 vanuit het zuiden heeft 2 rijstroken. De A5 richting het noorden heeft net als de A45 2×2 rijstroken.
De verbindingswegen Frankfurt-Dortmund en vice versa hebben 2 rijstroken. Alle andere verbindingswegen hebben één rijstrook.

### Knooppunt
Het knooppunt is een aangepast klaverbladknooppunt.

## Trivia
Het Gambacher Kreuz heeft geen verbindingen tussen Dortmund en Kassel. Deze werden vanwege het lage aantal voertuigen die het zou verwerken bij de bouw al weggelaten. Daarom verloopt deze verbinding indien nodig via de ring van Gießen, die heeft verbindingen die wel toereikend zijn.
Komend vanuit Dortmund moet men doorrijden tot aan de afrit Münzenberg (36) en vanaf daar via de andere rijbaan bij het knooppunt afslaan naar de A5 richting Kassel.

## Verkeersintensiteiten
Dagelijks passeren ongeveer 125.000 voertuigen het knooppunt.
Handmatige verkeerstelling van 2010.
| Van                      | To                   | Gemiddeld aantal voertuigen per dag | Percentage vrachtverkeer |
| ------------------------ | -------------------- | ----------------------------------- | ------------------------ |
| AS Fernwald (A 5)        | Gambacher Kreuz      | 51.800                              | 14,3 %                   |
| Gambacher Kreuz          | AS Butzbach (A 5)    | 95.200                              | 14,0 %                   |
| Gießener Südkreuz (A 45) | Gambacher Kreuz      | 71.400                              | 14,6 %                   |
| Gambacher Kreuz          | AS Münzenberg (A 45) | 31.200                              | 15,6 %                   |

## Richtingen knooppunt
| Aansluitende wegen                           | Aansluitende wegen | Aansluitende wegen | Aansluitende wegen | Aansluitende wegen                             |
| -------------------------------------------- | ------------------ | ------------------ | ------------------ | ---------------------------------------------- |
| richting Gießen / Marburg Wetzlar / Dortmund |                    |                    |                    | richting Erfurt Kassel / Hannover              |
|                                              |                    |                    |                    |                                                |
|                                              |                    |                    |                    |                                                |
|                                              |                    |                    |                    |                                                |
| richting Wiesbaden Frankfurt / Bazel         |                    |                    |                    | richting Hanau / Würzburg Neurenberg / München |

## Weblinks
- autobahn-online.de: Die Bundesautobahnstrecke Dortmund – Gießen (Sauerlandlinie) – Ein Beispiel für die Entwicklung des Autobahnbaues in der Bundesrepublik Deutschland